# Tomáš Staněk (Historiker)
Tomáš Staněk (* 15. November 1952 in Ostrava) ist ein tschechischer Historiker, der sich auf die deutsch-tschechischen Beziehungen und das Leben der sudetendeutschen Minorität im 20. Jahrhundert spezialisiert hat.

## Werke
- Internierung und Zwangsarbeit: das Lagersystem in den böhmischen Ländern 1945–1948 (Originaltitel: Tábory v českých zemích 1945–1948, übersetzt von Eliška und Ralph Melville, ergänzt und aktualisiert vom Autor, mit einer Einführung von Andreas R. Hofmann) Oldenbourg / Collegium Carolinum, München 2007, ISBN 978-3-486-56519-5 / ISBN 978-3-944396-29-3 (= Veröffentlichungen des Collegium Carolinum, Band 92).
- Verfolgung 1945: die Stellung der Deutschen in Böhmen, Mähren und Schlesien (außerhalb der Lager und Gefängnisse), übersetzt von Otfrid Pustejovsky, bearbeitet und teilweise übersetzt von Walter Reichel, Böhlau, Wien / Köln / Weimar 2002, ISBN	3-205-99065-X (= Buchreihe des  Institutes für den Donauraum und Mitteleuropa, Band 8).